# Фаторе-Ливерна (Напуљ)
Фаторе-Ливерна је насеље у Италији у округу Напуљ, региону Кампанија.
Према процени из 2011. у насељу је живело 123 становника. Насеље се налази на надморској висини од 47 м.